# İnce Burun

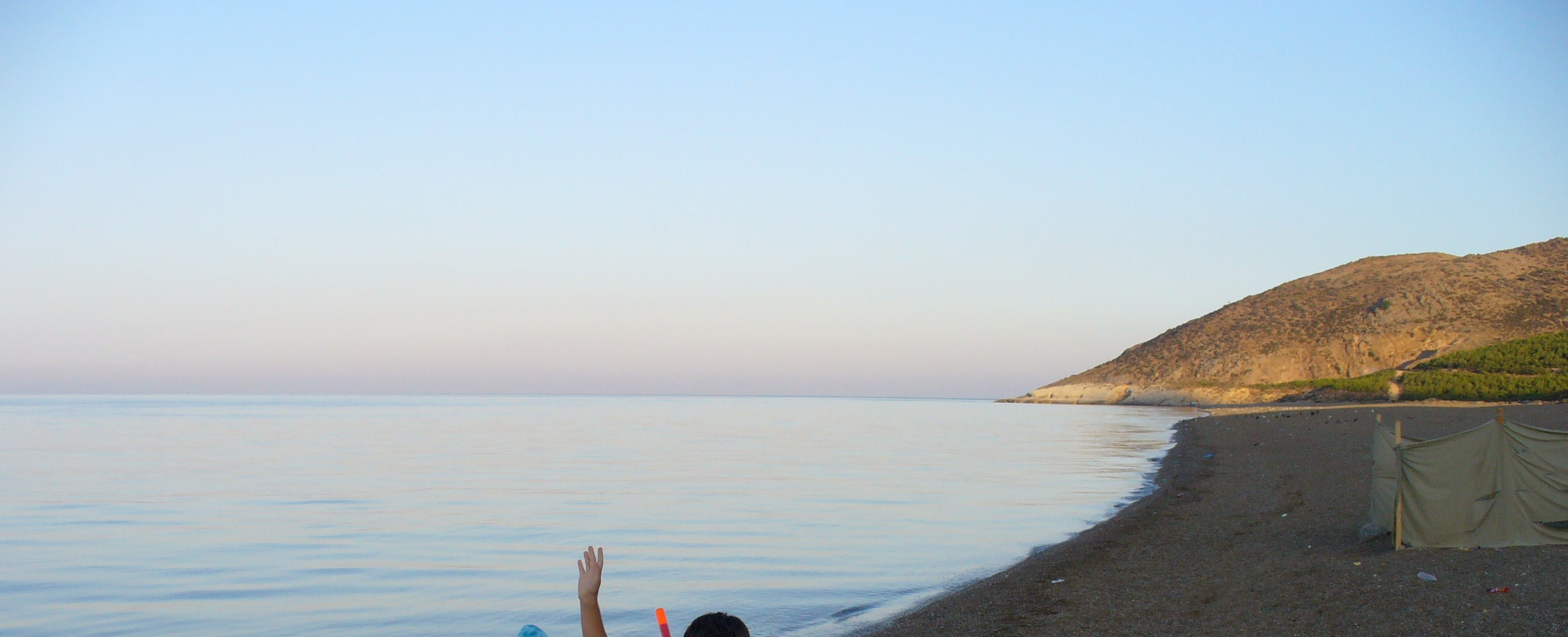
Das Vorgebirge İnce Burun vom Strand von Uğurlu aus gesehen.

İnce Burun oder Kávo Avlaka (Κάβο Αύλακα) ist ein Vorgebirge auf der türkischen Insel Gökçeada / Imvros und der westlichste Punkt der Türkei (25 ° 38 '59). Es liegt westlich des Dorfes Uğurlu. Am südöstlichen Ende des Vorgebirges liegt die Bucht Gizli Liman / Liménas (Λιμένας). Von hier aus führt ostwärts ein langer Sandstrand bis zum kleinen Hafen von Uğurlu.
Der antike Sophist Flavius Philostratos von Lemnos beschreibt in seinem Buch „Über Heroen“ das Vorgebirge Naulochos (ἀκρωτήριον Ναύλοχος) auf Imbros, das wie ein hingestreckter Riese daliege. Beim Kap soll sich eine Quelle befinden, die männliche Tiere zu Eunuchen mache und weibliche so berausche, dass sie einschliefen, wenn sie davon tränken (Philostratos, Heroicus 289). Aufgrund der Namensähnlichkeit mit dem modernen Namen Avlaka wird angenommen, dass es mit dem antiken Kap Naulochos identisch sei. Doch wird auch eine Lage bei Pirgoz im Süden der Insel oder beim Kap Kefaloz im Südosten angenommen.

## Belege
1. ↑  Bärbel Ruhl: Imbros. Archäologie einer nordostägäischen Insel (= Marburger Beiträge zur Archäologie Bd. 5). Marburg 2019, ISBN 978-3-8185-0536-3, S. 95

## Weblink
- The Most Extreme Points Of Turkey WorldAtlas.com